# Arnett (condado de Braxton)
Arnett es un área no incorporada ubicada en el condado de Braxton, Virginia Occidental, Estados Unidos. Está catalogada como un asentamiento humano por la Junta de Nombres Geográficos de los Estados Unidos.
El número de identificación (ID) asignado por el Servicio Geológico de Estados Unidos es 1553745.

## Geografía
Se encuentra a 303 m s. n. m. (994 pies) según el conjunto de datos de elevación nacional.